# Bohuslav Fuchs

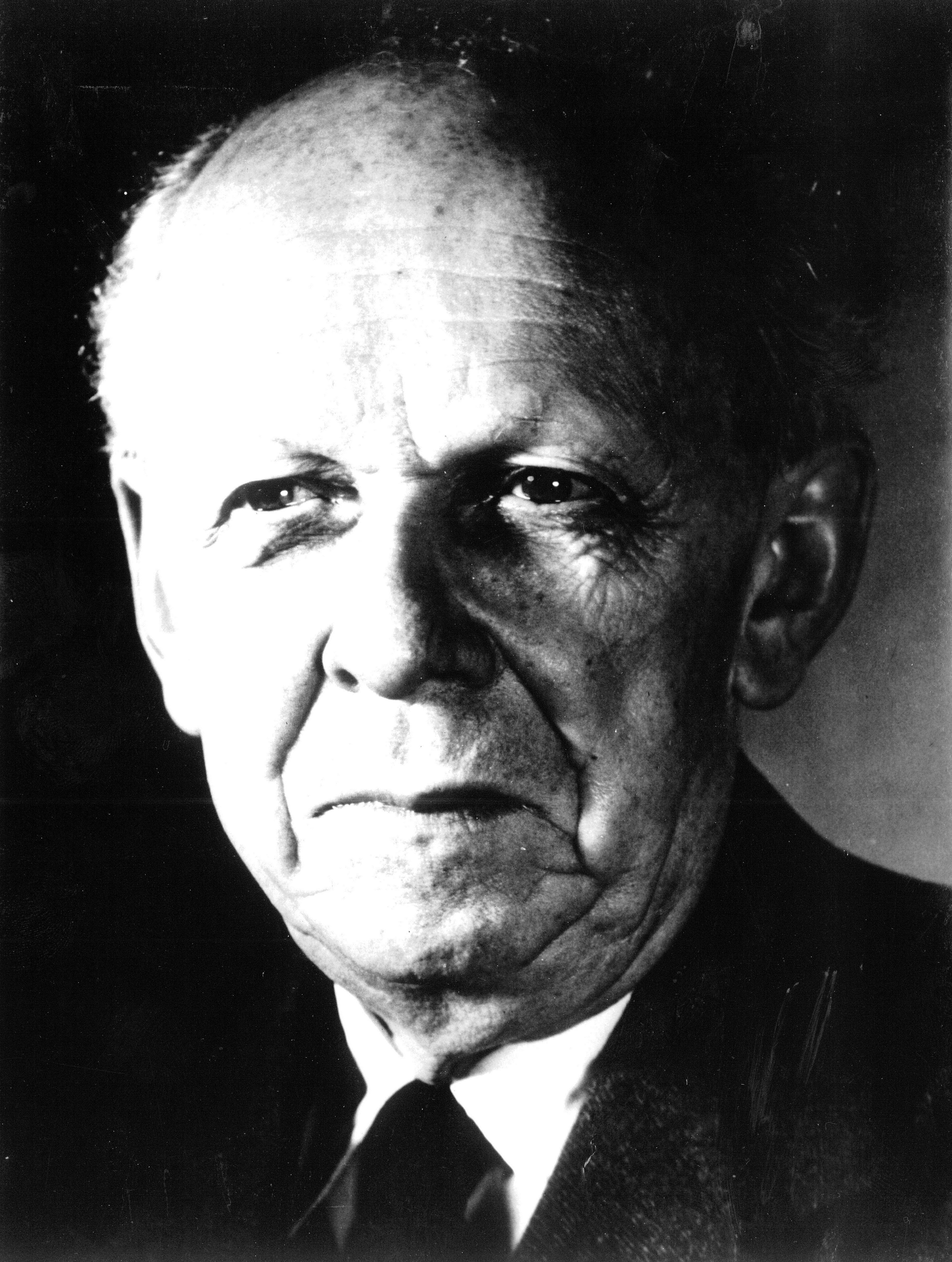
Bohuslav Fuchs

Bohuslav Fuchs (* 24. März 1895 in Všechovice, Bezirk Holešov; † 18. September 1972 in Brünn) war ein tschechischer Architekt und Stadtplaner.

## Leben
Fuchs erlernte zuerst das Handwerk des Maurers, mit dem er auch während seiner Studien an der Brünner Gewerbeschule und ab 1916 an der Prager Akademie der bildenden Künste bei Jan Kotěra nebenbei Geld verdiente. Der herausragende Student durfte zwei Jahre in Kotěras Privatatelier arbeiten.
Ab dem Anfang der 1920er Jahre war Fuchs als Architekt in der Brünner Stadtverwaltung tätig und errichtete zahlreiche öffentliche und private Bauten. Unter anderem nahm er 1928 an der Werkbundausstellung „Nový Dům“ teil. Er war auch an der Erstellung des bis heute geltenden Regulierungsplanes der Stadt führend beteiligt. Zu den bekanntesten Brünner Bauten von Fuchs zählen das Café Zeman (1925, 1995 rekonstruiert) und das Hotel Avion, das im Jahr 2010 zum Nationalen Baudenkmal erklärt wurde. Im Jahr 1937 plante er im slowakischen Trenčianske Teplice das Thermalbad Grüner Frosch.
Fuchs stand auch im Zentrum der Brünner künstlerischen Avantgarde der Zwischenkriegszeit. Ab 1947 war Fuchs Professor an der Technischen Universität Brünn, zu Ende der 1950er Jahre wurde er allerdings politisch an den Rand gedrängt. Fuchs erhielt zahlreiche Preise und Ehrungen, zu seinem hundertsten Geburtstag wurde ihm ein Denkmal errichtet.

## Ausgewählte Bauwerke

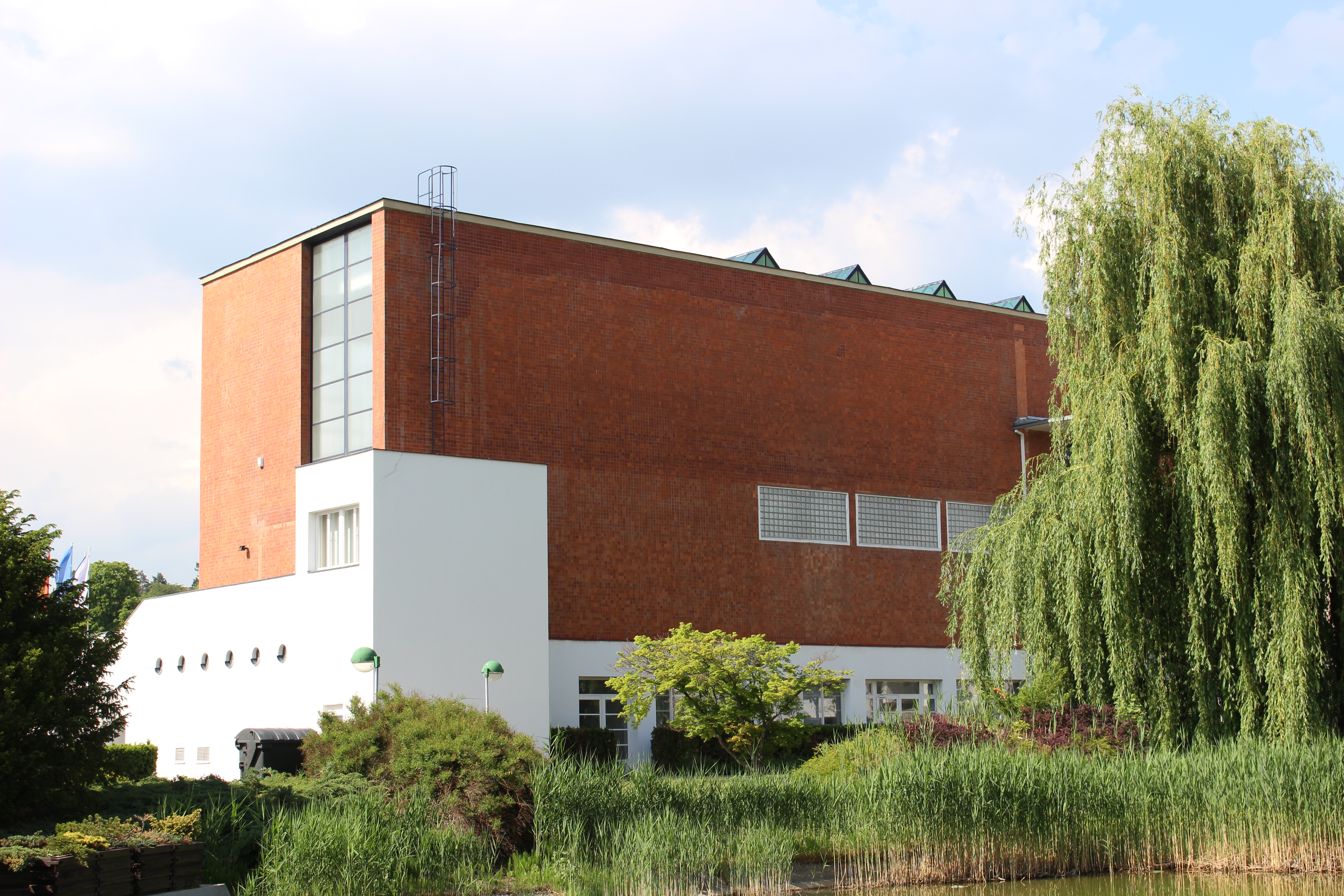
Pavillon am Messegelände Brünn

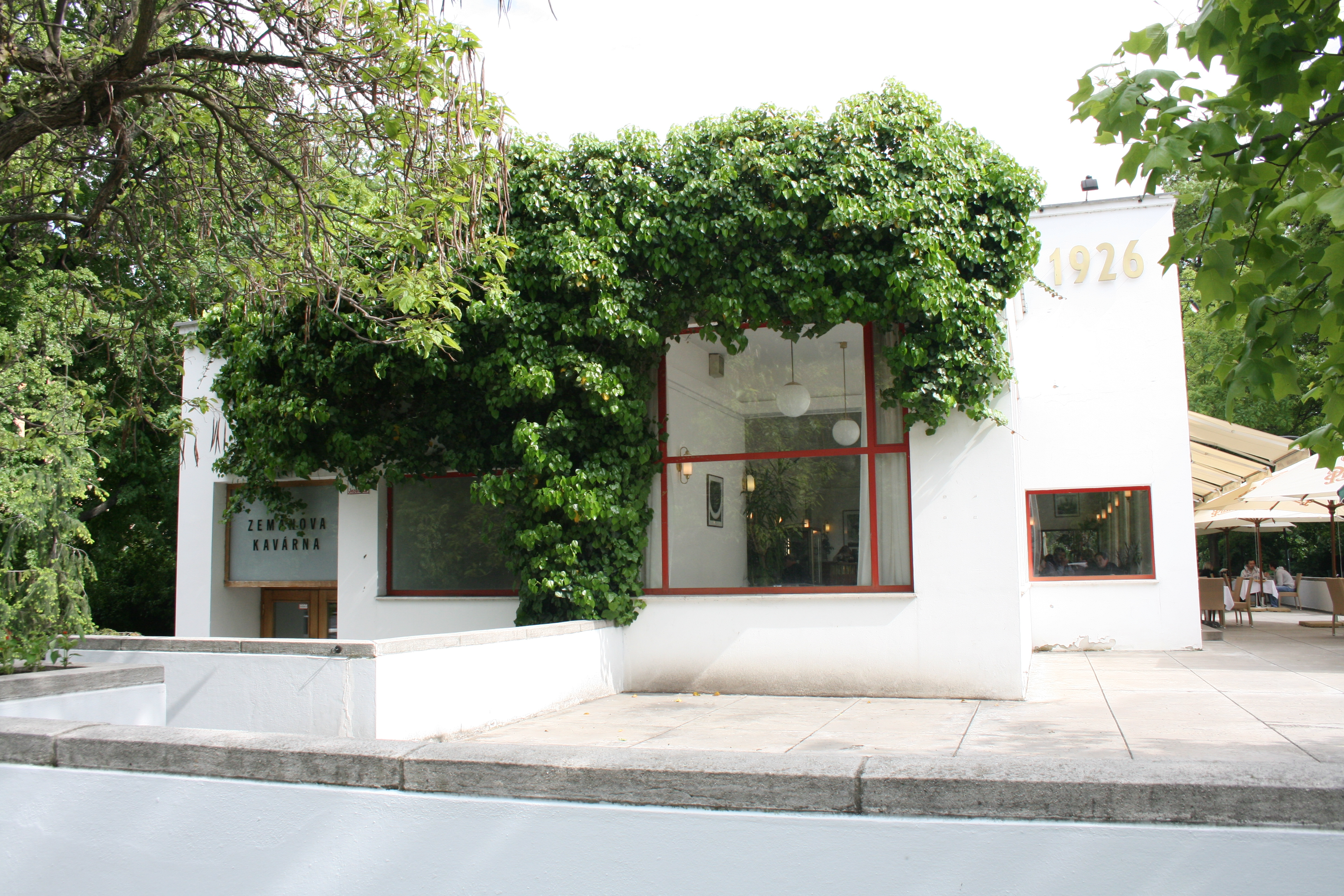
Café Zeman

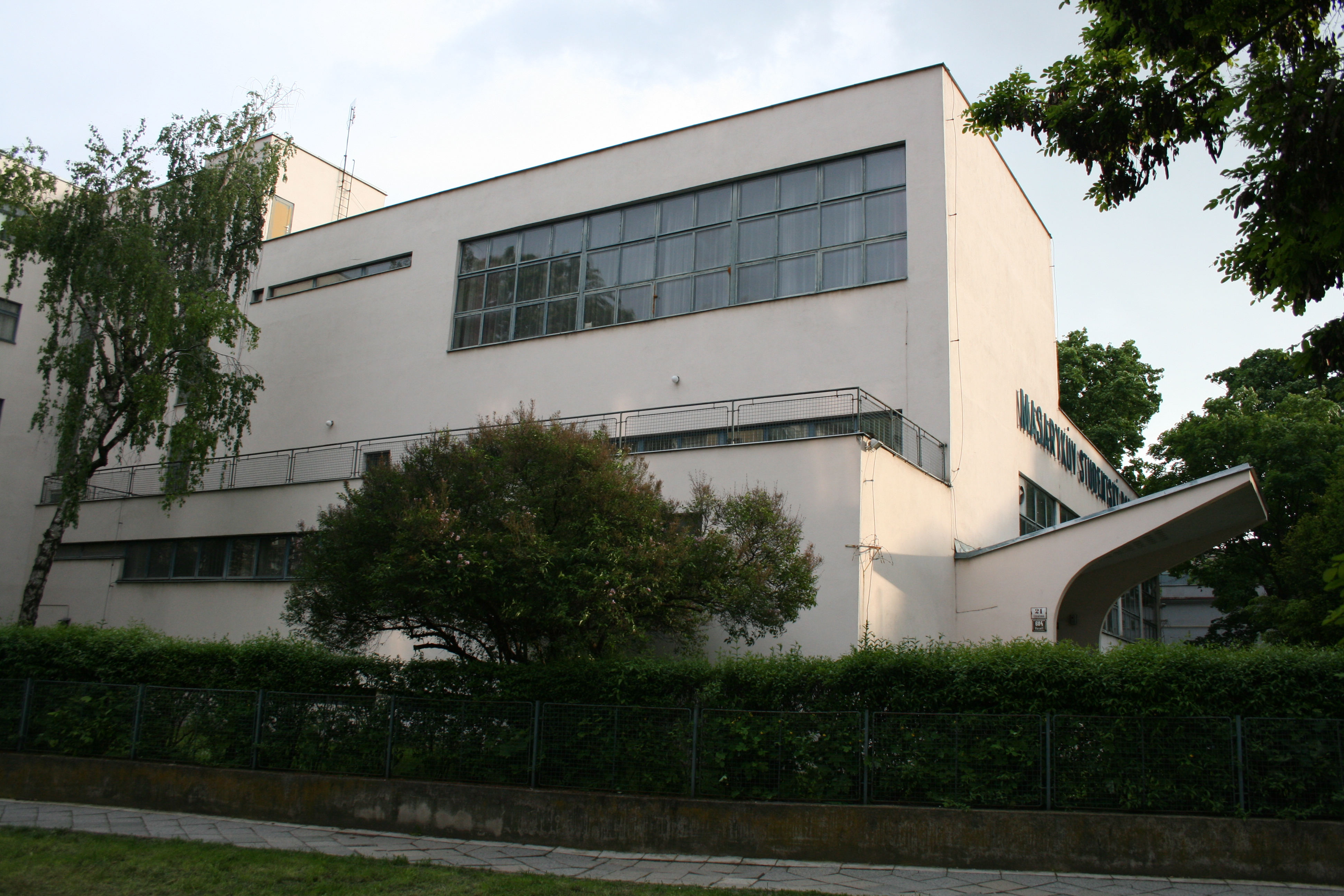
Masaryk-Studentenheim

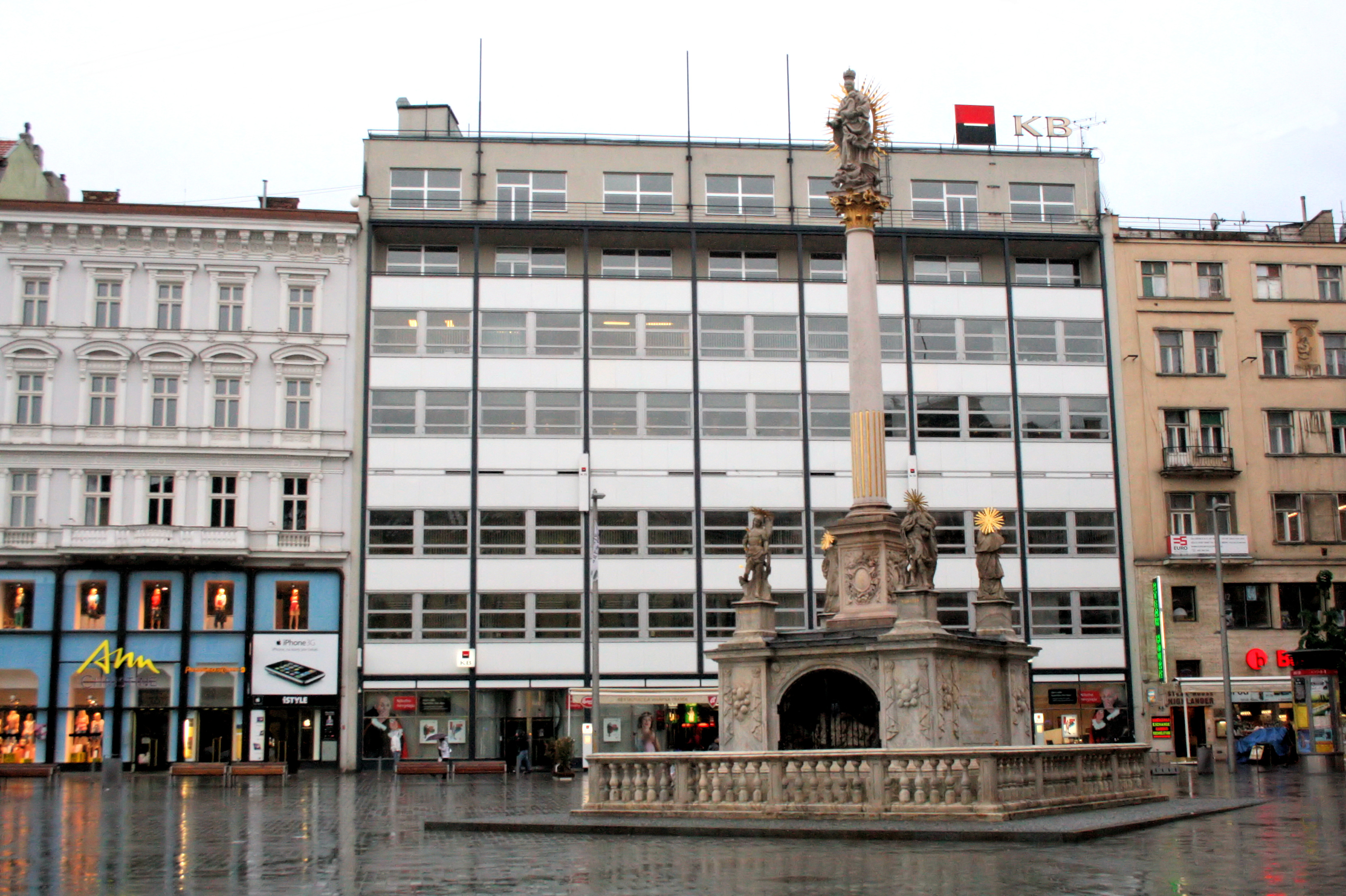
Mährische Bank in Brünn

- 1923: Einfamilienhäuser Husovice, Mičkova
- 1923: Einfamilienhäuser im Jirásek-Viertel, Lerchova 1–9, Mahenova und Barvičova
- 1923: Villa Marcha, Lerchova 29 (für den Schriftsteller Jaroslav Marcha)
- 1924: Einfamilienhäuser in Brno Maloměřice, Dolnopolní
- 1924: Volksschule in Brno Maloměřice
- 1924: Fleischgroßmarkt Masná burza (Fleischbörse)
- 1925: Kindergarten Husovice
- 1925: Café Zeman (tschechisch: Zemanova kavárna) im Park Na Kolišti, 1964 abgerissen, 1995 wieder erstellt[3]
- 1925–1926: Zeremonienhalle im städtischen Zentralfriedhof, Koněvova 198 (zusammen mit Josef Polášek)
- 1925–1926: architektonischer Entwurf für die Stirnwand von Mietshäusern an der Ecke der Kotlářská und Kounicova (ehemals: Leninova)
- 1925–1926: Gruppe von Notwohnungen, Komárov, Hněvkovského
- 1926: Volks- und Bürgerschule, Křídlovická (vollendet 1932 von Josef Polášek)
- 1926–1928: Hotel Avion, Česká 20[4]
- 1927–1928: Dreifamilienhaus auf der Werkbundausstellung Nový dům (Das neue Haus), Petřvaldská 6–10
- 1927–1928: Pavillon der Stadt Brünn an der Ausstellung der zeitgenössischen Kultur, Messegelände Brünn
- 1927: Wohnhaus Voženílek, Brno-Obřany, Mlýnské nábřeží 15
- 1927: Wohnhaus H.M., Březinova
- 1927–1928: Eigenes Haus, Hvězdárenská 2
- 1927: Umbau der städtischen Badeanstalt, Kopečná
- 1927: Pension-Villen Radun, Viola und Iva im Weißen Viertel (Bílá čtvrť) in Luhačovice
- 1929: Kinderheim Dagmar, Zeleného 51
- 1928–1930: Mädchenberufsschule Vesna, Brno, Lípová 18 (zusammen mit Josef Polášek)[5]
- 1929–1930: Mädchenheim Eliška Machová (Internat: Domov Elišky Machové), Lípová 16
- 1929–1930: Masaryk-Studentenheim, Cihlářská 21
- 1929–1930: Mährische Bank, náměstí Svobody (Freiheitsplatz) 21 (zusammen mit Arnošt Wiesner)
- 1929–1931: städtische Badeanstalt Zábrdovice, Klimentova 25
- um 1930: Palast Alfa, Jánská 11–13
- 1936: Villa Petrák, ulice Marie Pujmanové 4
- 1936: Verwaltungsgebäude der Firma Alpa, Mercova 34[6]
- 1937: Villa Tesař, Hroznová 18
- 1937: ehemalige Militärische Landkommandantur, Kounicova (ehemals Leninova) 73–75
- 1938: Bahnhofspostamt, Wilsonovo náměstí + Nádražní (Wilsonplatz + Bahnhofstraße, heute: Nádražní) 7
- 1948–1949: Autobusbahnhof beim Grand-Hotel Brno (zusammen mit Konrád Hruban)